# Höherer Artillerie-Kommandeur Afrika
Der Höhere Artillerie-Kommandeur Afrika war eine Dienststellung des Heeres der Wehrmacht.

## Geschichte
Am 25. September 1942 wurde der Höhere Artillerie-Kommandeur Afrika durch Umbildung des Artillerie-Kommandeurs 104 (Arko 104) als Heerestruppenteil gebildet. Der Artillerie-Kommandeur 104 war wahrscheinlich am 1. April 1940 aufgestellt worden. Arko 104 wurde Oberst/Generalmajor Karl Böttcher. Anfangs im Westfeldzug eingesetzt, wurde 1940 die Dienststelle nach Afrika verlegt.
Mit der Einrichtung des Höheren Artillerie-Kommandeur Afrika war Generalmajor Fritz Krause mit der Aufgabe betraut, welcher ab Ende Januar 1941 bereits Arko 104 gewesen war. Von Januar bis März 1943 führte er zugleich die 164. leichte Afrika-Division und im April/Mai 1943 die 334. Infanterie-Division.
Im Mai 1943 wurde der Höhere Artillerie-Kommandeur Afrika in Afrika vernichtet. Der Höhere Artillerie-Kommandeur Afrika, Krause, kam in Kriegsgefangenschaft.